# Franz Justus Rarkowski
Franz Justus Rarkowski (né le 8 juin 1873 à Allenstein, mort le 5 février 1950 à Munich) est évêque catholique de la Wehrmacht de 1938 à 1945.

## Biographie
Rarkowski, originaire de l'Ermeland en province de Prusse-Orientale, rejoint les pères maristes et étudie la théologie à Innsbruck, en Belgique et en Suisse. Il est ordonné prêtre le 9 janvier 1898 à Bressanone. On ne sait pas quand il quitte officiellement les maristes, mais quelques années plus tard, il est prêtre de l'archidiocèse de Warmie en Prusse orientale. Immédiatement après le déclenchement de la Première Guerre mondiale, il devient prêtre de la garnison, de l'hôpital et de la prison de guerre à Berlin. Pendant la guerre, il est aussi prêtre dans diverses sections du front.
Après la guerre, il reste dans l'aumônerie militaire et, dans les années 1920, il s'oriente vers le Parti populaire national allemand. Pour cette raison, il est de plus en plus isolé, car la majorité des catholiques de l'Ermeland est proche du Zentrum. Cependant, ses contacts avec le commandement de l'armée allemande sont d'autant meilleurs qu'il reçoit en 1929 une fonction supérieure au niveau du Reich.
Le 13 juin 1936, Rarkowski est nommé protonotaire apostolique. Le 11 août 1936, il est alors chargé de la direction provisoire de l’aumônerie militaire catholique conformément à l’article 27 du concordat du 20 juillet 1933, qui crée un poste d’évêque de l’armée.
Le 7 janvier 1938, le pape Pie XI le nomme évêque titulaire d'Hierocæsarea (de) et évêque de la Wehrmacht, bien que Rarkowski ne soit pas le candidat de l'Église catholique romaine allemande à cette fonction, mais celui de l’État. Le nonce apostolique Cesare Orsenigo, avec l'aide des évêques de Münster et de Berlin, Clemens August von Galen et Konrad von Preysing lui donnent la consécration épiscopale le 20 février de la même année à la cathédrale Sainte-Edwige de Berlin.
Du côté de l'Église, il est considéré comme faible et superficiel et isolé au sein du collège épiscopal, notamment aussi en raison de son manque de distance par rapport au régime national-socialiste et sa façon de s'exprimer dans ses lettres pastorales. À partir de 1940, sa santé est si faible qu'il ne peut exercer le culte qu'avec peu de force. Il est mis à la retraite le 1er février 1945. Après la Seconde Guerre mondiale, il vit en Bavière.